# Süleyman-und-Roxelane-Moschee

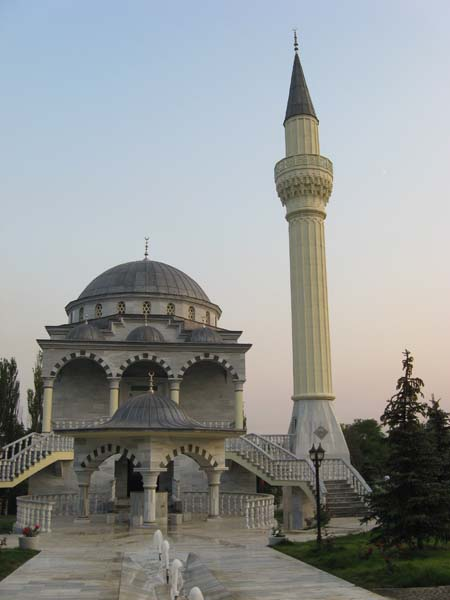
Süleyman-und-Roxelane-Moschee in Mariupol

Die Süleyman-und-Roxelane-Moschee (ukrainisch Мечеть Сулеймана і Роксолани) ist die Hauptmoschee der Stadt Mariupol (Ukraine) und wird daher auch häufig nur Mariupoler Moschee (ukrainisch Маріупольська мечеть) genannt.

## Lage und Name
Die Moschee steht im Mariupoler Stadtteil Primorski am Südrand des Primorski-Parks (ukrainisch Приморський парк, deutsch Küstenpark), der seinen Namen wegen der Lage am Asowschen Meer trägt. Im nahen Umfeld befinden sich zahlreiche Denkmäler sowie Skulpturen mit marinen Themen.
Benannt wurde die Moschee nach dem osmanischen Sultan Süleyman I. und seiner Frau Roxelane. Süleyman hatte im 16. Jahrhundert Teile der heutigen Ukraine, darunter Jedisan, in das Osmanische Reich eingegliedert, Roxelane wird eine Herkunft aus Rohatyn nachgesagt.

## Geschichte
Muslime stellen in Mariupol eine Minderheit dar. Es gibt allerdings eine aserbaidschanische Gemeinde, die vor allem durch Kriegsflüchtlinge anwächst, sowie einige Dutzend türkischstämmige Bewohner. Diese bildeten einen Moscheeverein, der die Erbauung eines Gotteshauses anstrebte. Der Grundsteinlegung im Jahr 2005 folgte die Eröffnung am 15. Oktober 2007. Finanziert wurde das Bauvorhaben über einen türkischstämmigen Geschäftsmann aus Mariupol sowie von Mitgliedern der aserbaidschanischen Gemeinde. Zudem wurde ein religiöses Kulturzentrum (türkisch Türk Islam Kültür Merkezi) mit erbaut.
Während des russischen Überfalls auf die Ukraine forderte das türkische Konsulat in Odessa Anfang März 2022 die sich in Mariupol aufhaltenden türkischen Staatsbürger dazu auf, zunächst in der Moschee Schutz zu suchen, damit sie von dort aus evakuiert werden können.

## Baubeschreibung
Erbaut wurde eine klassische Kuppelmoschee nach osmanischen Vorbildern auf quadratischem Grundriss mit einer Vorhalle und dem Minarett samt Scherefe, das von dieser Vorhalle aus über eine kleine Brücke erreicht werden kann. Das Kuppeldach sitzt auf einem Tambour, auf die Vorhalle wurden drei kleinere Kuppeln aufgesetzt, unter denen Arkadenbögen zu finden sind. Architektonisch ist das Bauwerk der orientalisierenden Architektur zuzuordnen.
Ergänzt wird dieser Kernbau um eine doppelläufige Freitreppe, die in das zweite Obergeschoss führt und unter der sich die Treppenzugänge zum ersten Obergeschoss sowie der Eingang zum Erdgeschoss befinden. Vor dieser Treppenanlage wurde der überdachte Şadırvan errichtet. Im umzäunten Moscheehof finden sich zudem mehrere Fontänen, ein Wasserbecken, Sitzmöglichkeiten und ein Nebengebäude. 
Das Innere der Moschee ist mit Kalligrafien und Ornamenten verziert. Zudem befinden sich dort Mihrāb und Minbar.

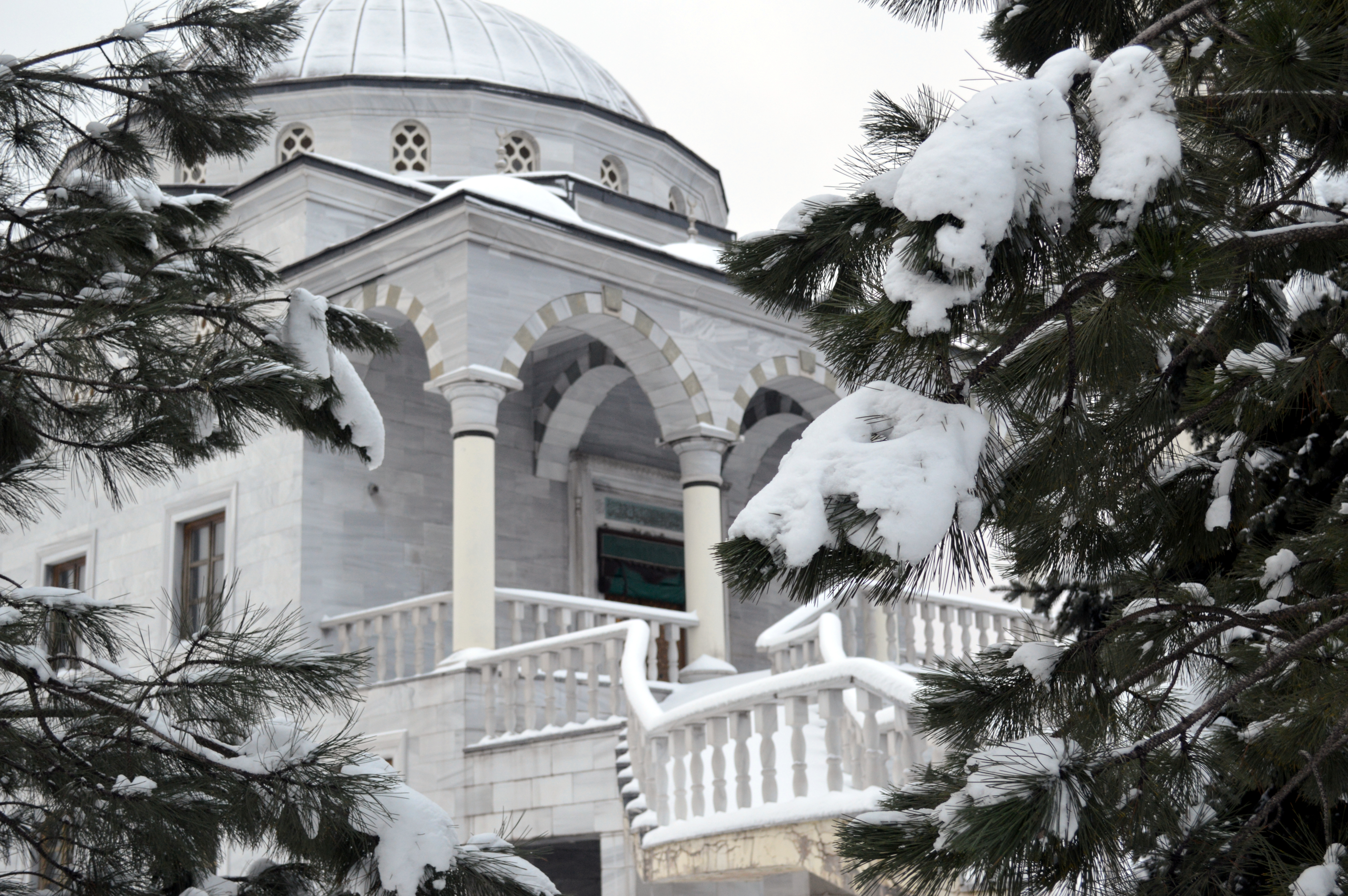
Kuppel und Vorhalle
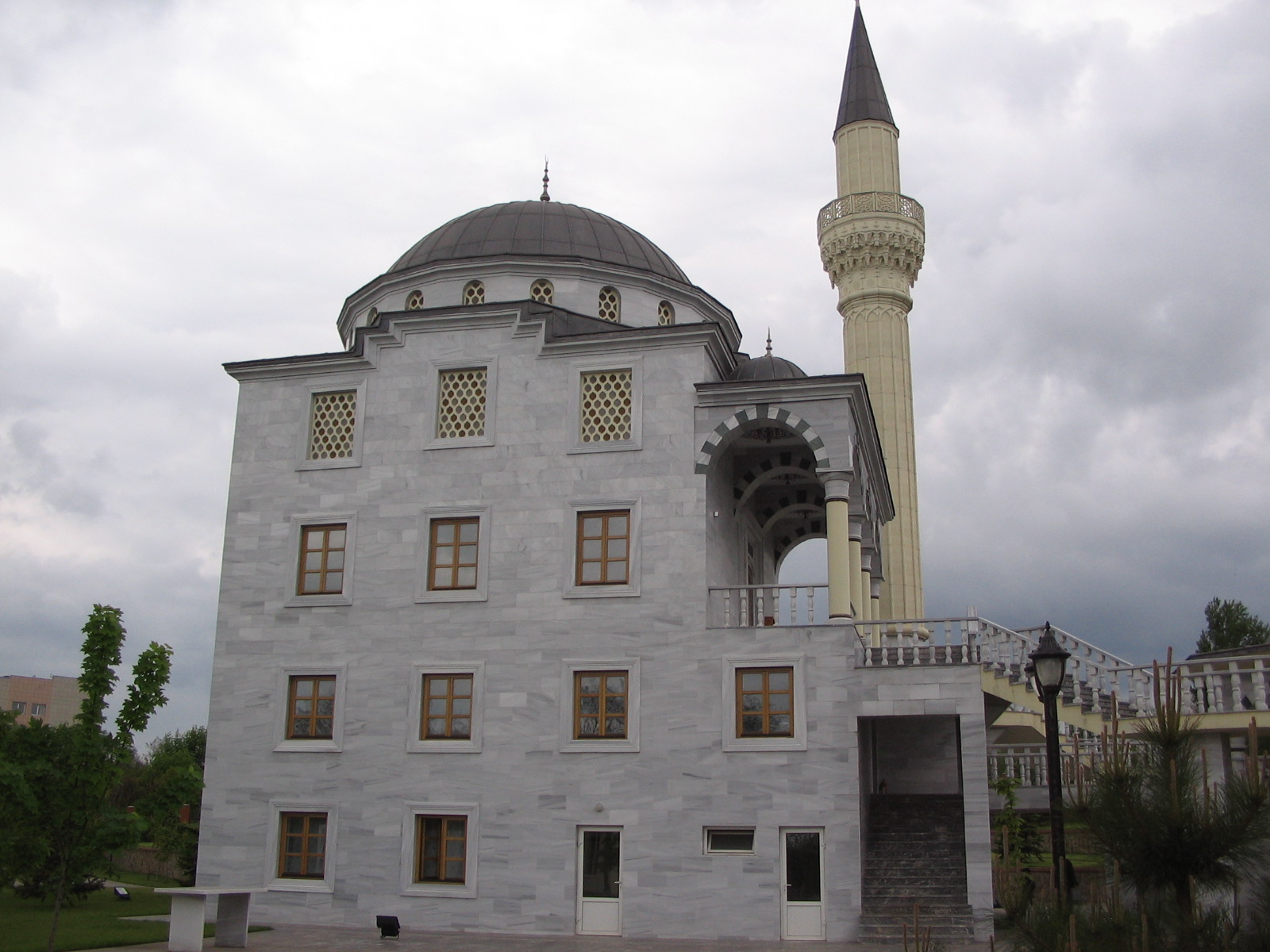
Seitenansicht
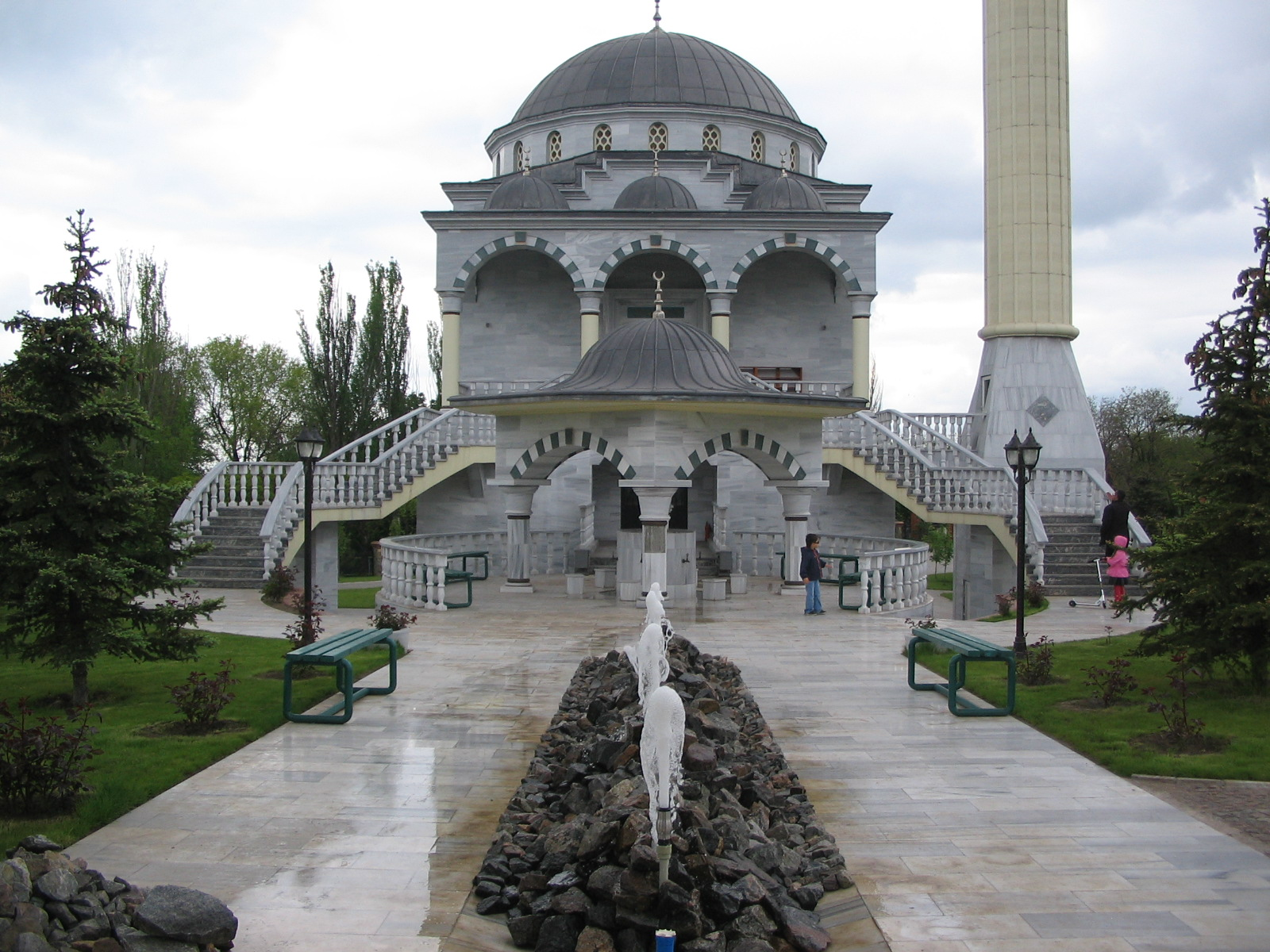
Fontänen und Treppenanlage
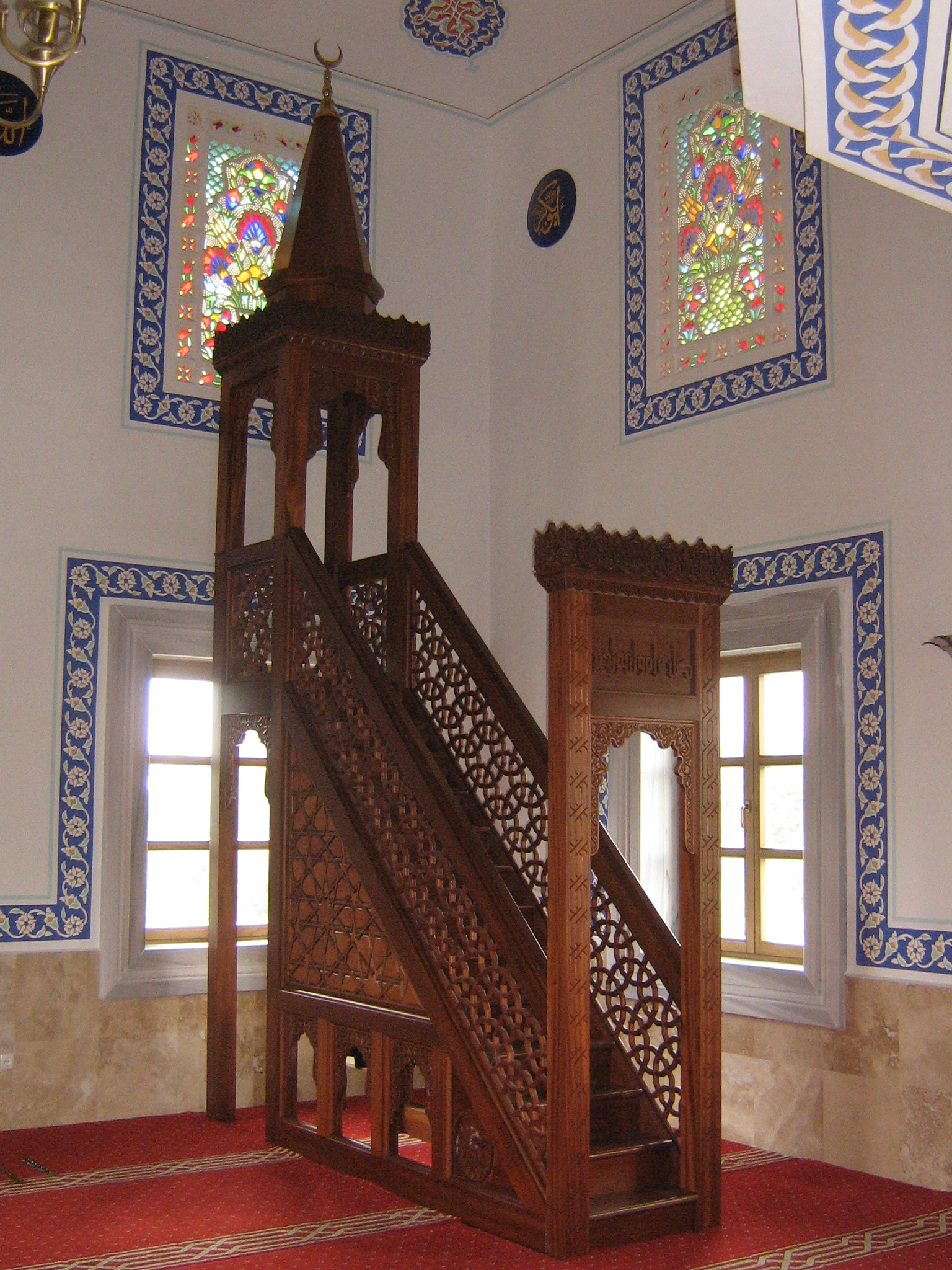
Minbar
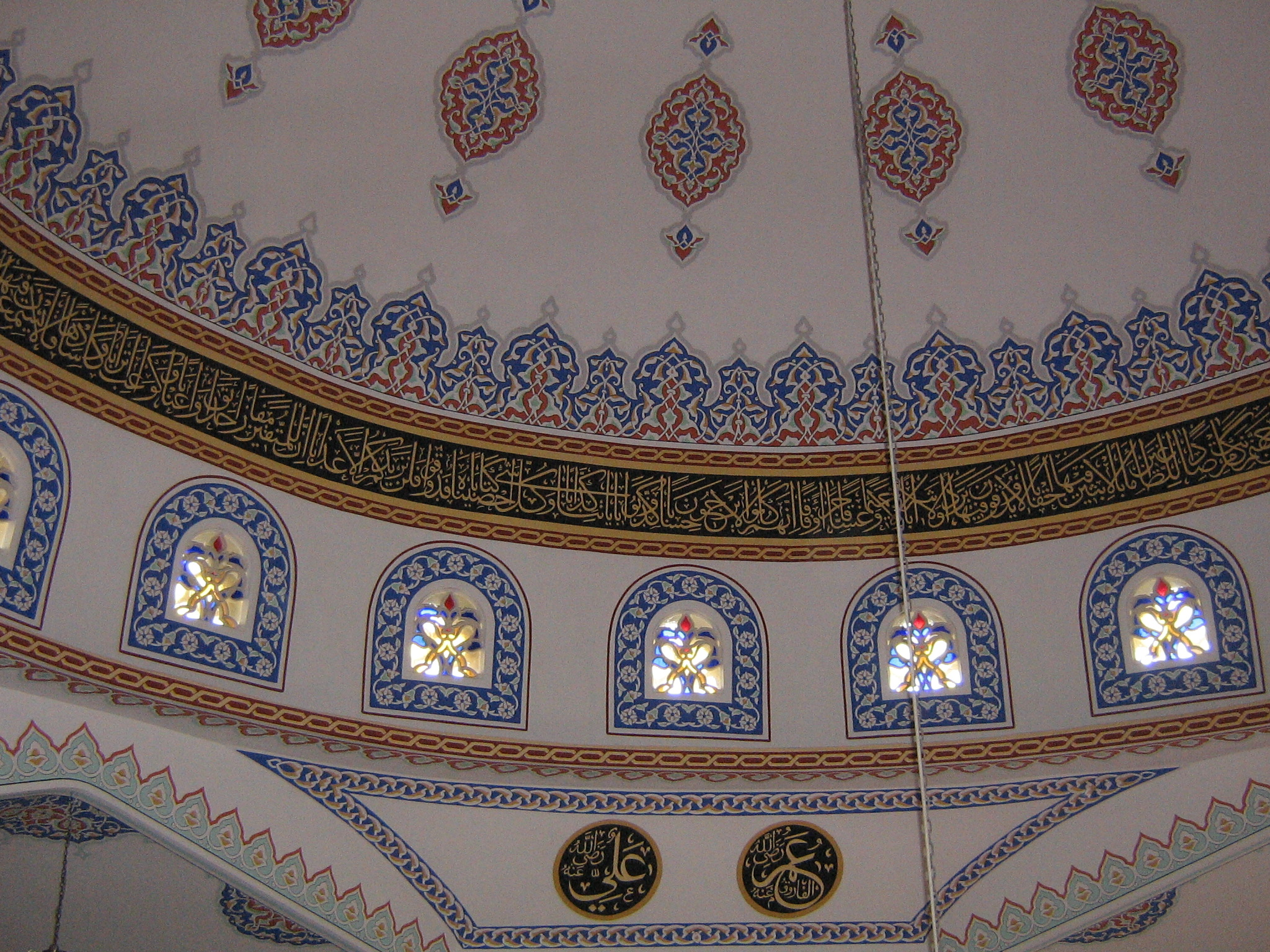
Blick in die Kuppel
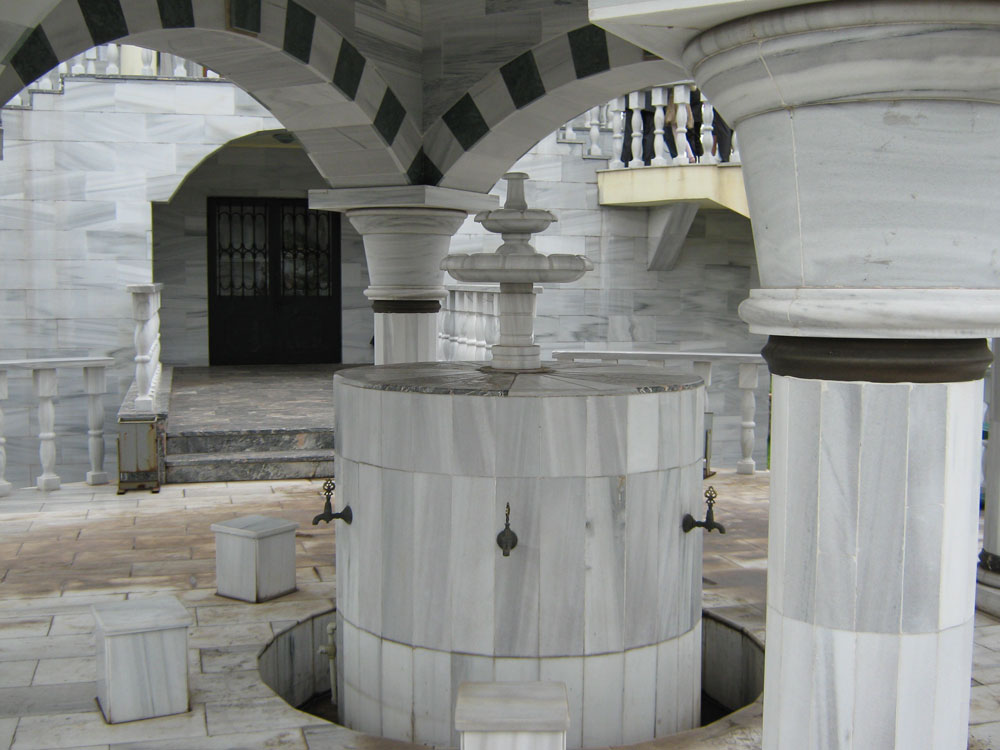
Şadırvan
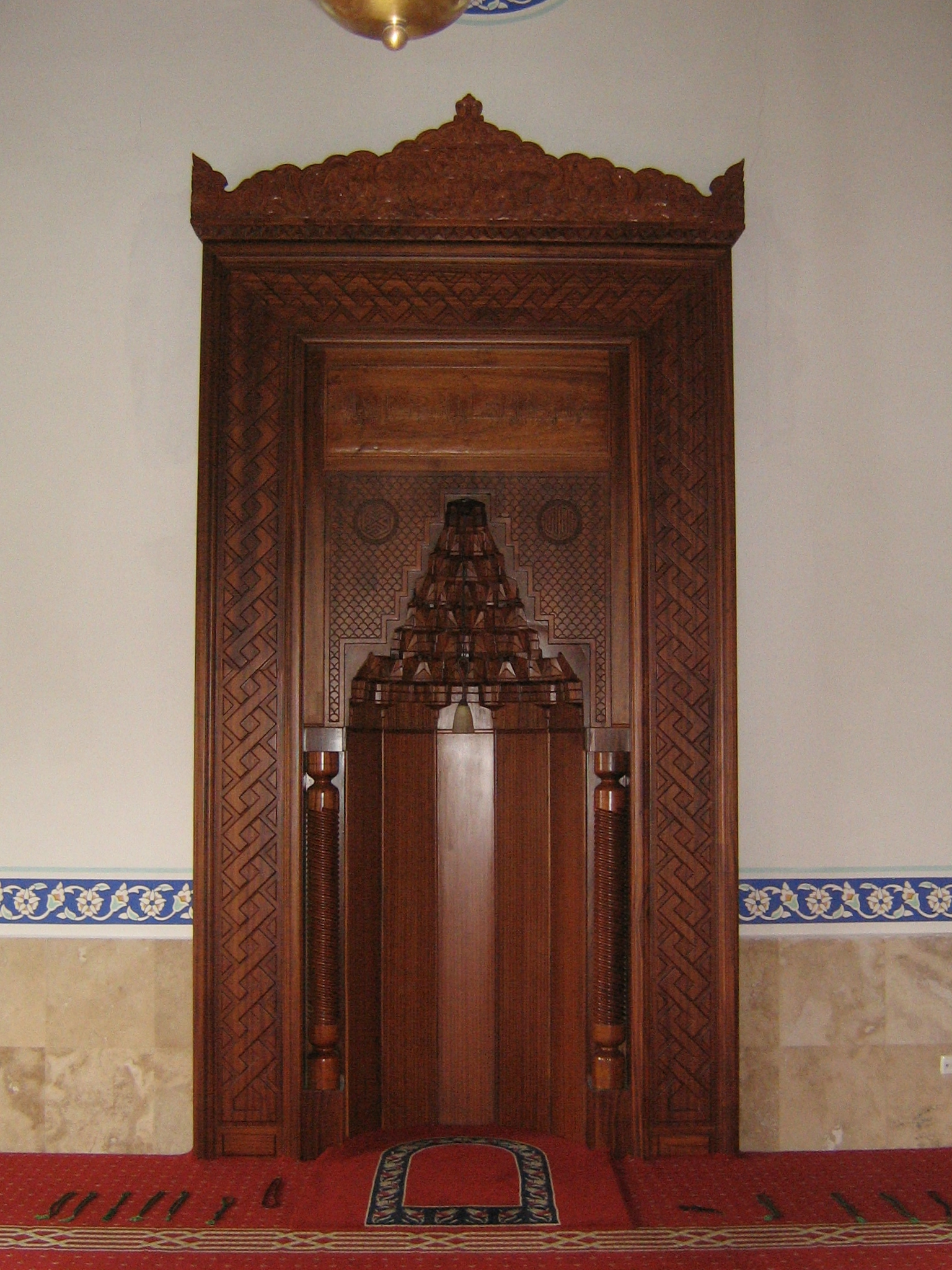
Mihrāb
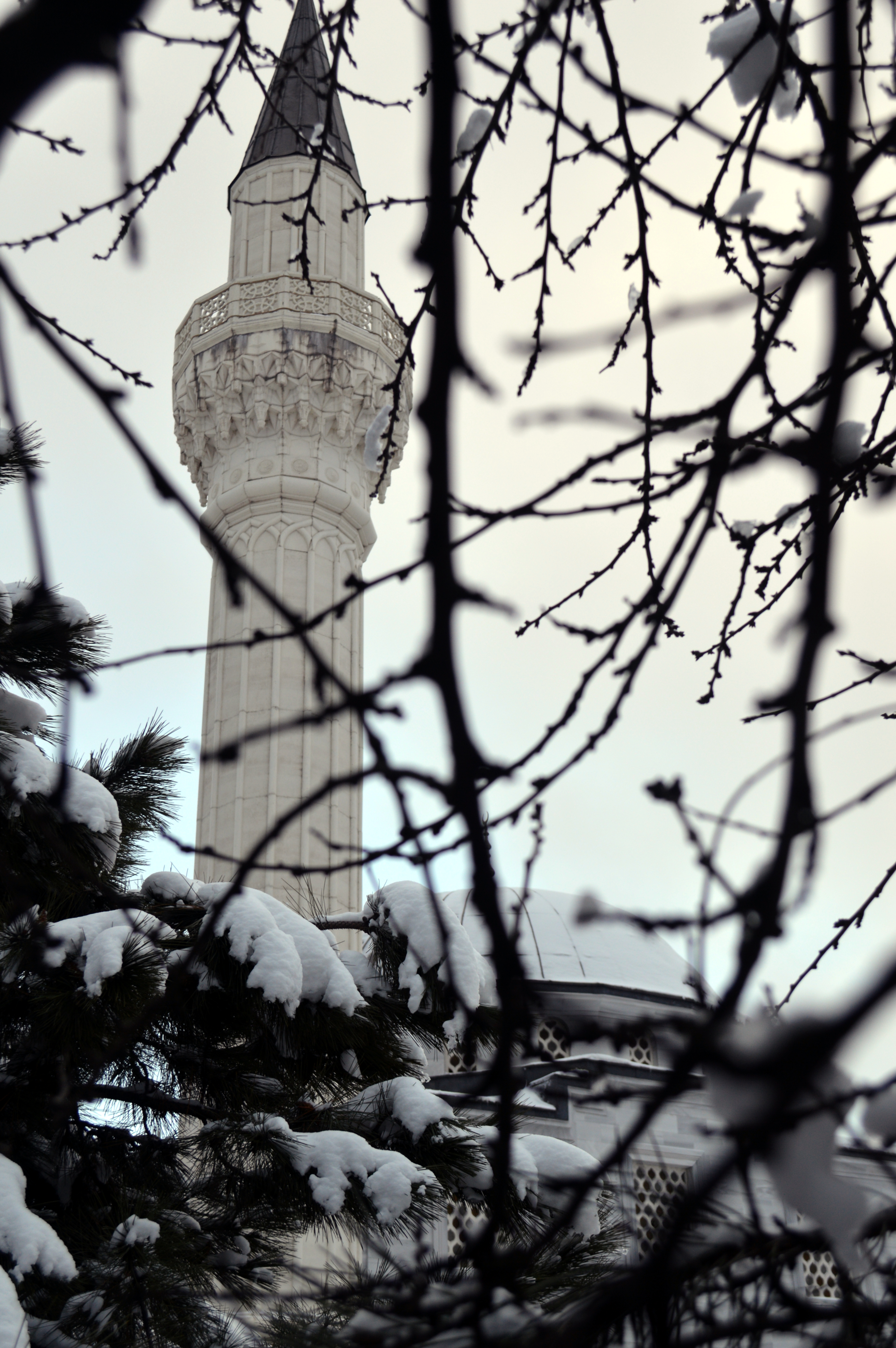
Minarett